# Klostergarten (Braunschweig)

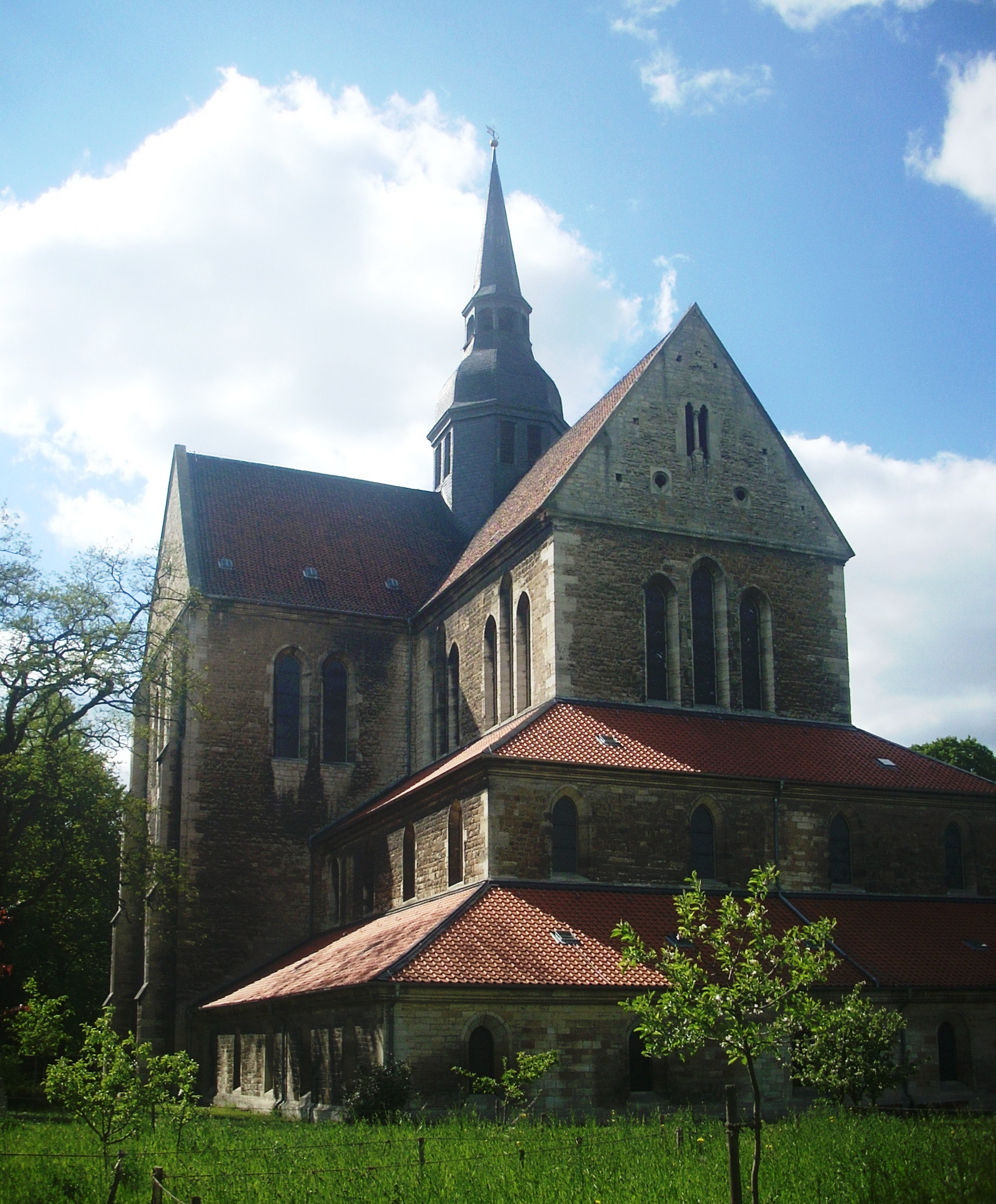
Kirche St. Maria und ein Teil des Klostergartens

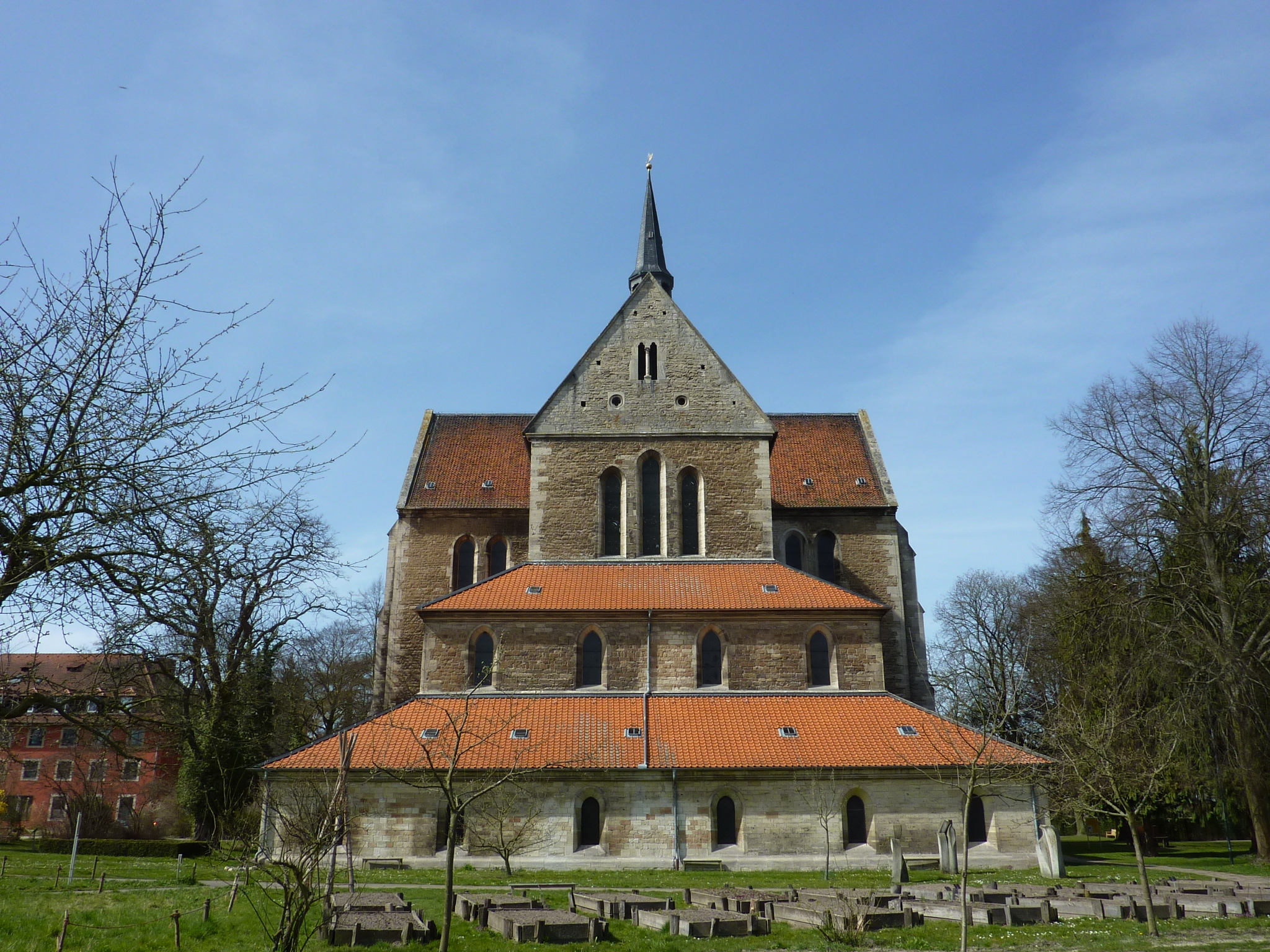
Der Gemüsegarten mit den Hochbeeten im Frühling

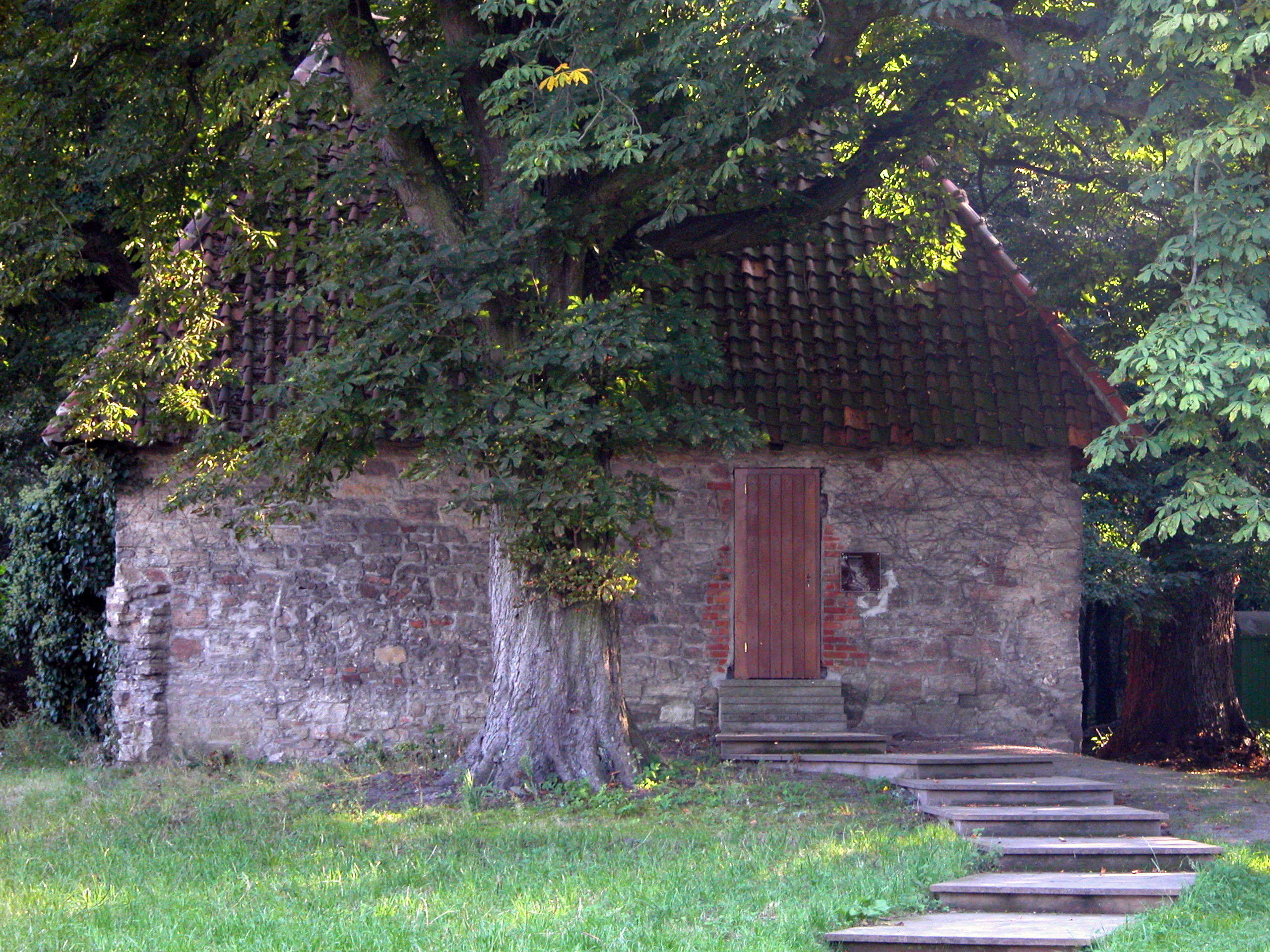
Die angrenzende Siechenkapelle

Der Klostergarten in Braunschweig ist eine Gartenanlage an der ehemaligen Klosterkirche St. Maria im Stadtteil Riddagshausen und dient als öffentlicher Schaugarten. Beim Klostergarten handelt es sich um eine Rekonstruktion nach alten Plänen verschiedener Klöster. Der Schaugarten bietet eine Übersicht über Heil- und Nutzpflanzen und Obstbaumsorten, die im Mittelalter in mitteleuropäischen Klöstern angebaut wurden. Bei Führungen werden die Pflanzen und der Garten näher beschrieben. Die Pflege der Beete übernehmen Kulturpaten. Am Klostergarten liegt die denkmalgeschützte Siechenkapelle und der Klosterpark.
Träger des Gartens ist die Klosterkirche Riddagshausen. Der Klostergarten ist ein Kooperationsprojekt der Klosterkirche Riddagshausen mit dem Diakonischen Werk Braunschweig, dem Arzneipflanzengarten der TU Braunschweig, dem Verein zur Erhaltung der Nutzpflanzenvielfalt e. V. (VEN) und der Arbeitsgemeinschaft Streuobst – ASt e. V.
Wie aus alten Plänen ersichtlich, hatte sich noch im 18./19. Jahrhundert an dieser Stelle der historische Klostergarten mit symmetrischen Formen befunden, der heutige Klostergarten folgt jedoch einer neuen Konzeption und Form. Im 20. Jahrhundert war die Fläche Teil der Städtischen Gärtnerei Braunschweigs und wurde bewirtschaftet.

## Geschichte
Der Klostergarten wurde Anfang der 2000er Jahre angelegt und von Burkhard Bohne konzipiert. Der Klostergarten entstand dabei an historischer Stelle, im Mittelalter befand sich hier bereits ein kleiner Teil der Gärten des Klosters Riddagshausen und im Bereich des heutigen Klostergartens wurden Obstbäume angepflanzt. 2004 wurde der Garten erstmals für Besucher zugänglich gemacht. Möglich wurde die Schaffung des neuen Klostergartens durch die Aufgabe dieser Flächen durch die Städtische Gärtnerei, die diese vorher über Jahrzehnte als Ackerland nutzte.
Wesentliche Bestandteile des Klostergartens sind der Kräutergarten, der Gemüsegarten und der Obstgarten. Diese drei Gärten geben einen Einblick in das gärtnerische und medizinische Wissen der Zisterziensermönche. Die Anlage mit Pflanzen in Hochbeeten besteht aus 18 Gemüse-, 14 Kräuter- und zwei Färberbeeten. Der Obstgarten besitzt Apfel- und Birnbäume, Quitten und Mispeln. Hinzugekommen sind die Zauberpflanzen, bestehend aus Wild- und Kulturpflanzen die in Mythen, Märchen und Sagen Erwähnung finden.
2009 wurden fünf Themengärten angelegt, darunter der Garten der Liebe. Seit 2010 befinden sich bei den Obstbäumen Bienenstöcke.
2014 wurde der Klostergarten wesentlich erweitert. Er erhielt Flächen der ehemaligen Städtischen Gärtnerei. Das Wegenetz wird zukünftig um 275 Meter erweitert. Ein Teil der Hochbeete wurde versetzt, eine große Rasenfläche angelegt und es wurden weitere Obstbäume gepflanzt.